# De Senzeille
De Senzeille of De Senzeilles was een familie van Zuid-Nederlandse adel.

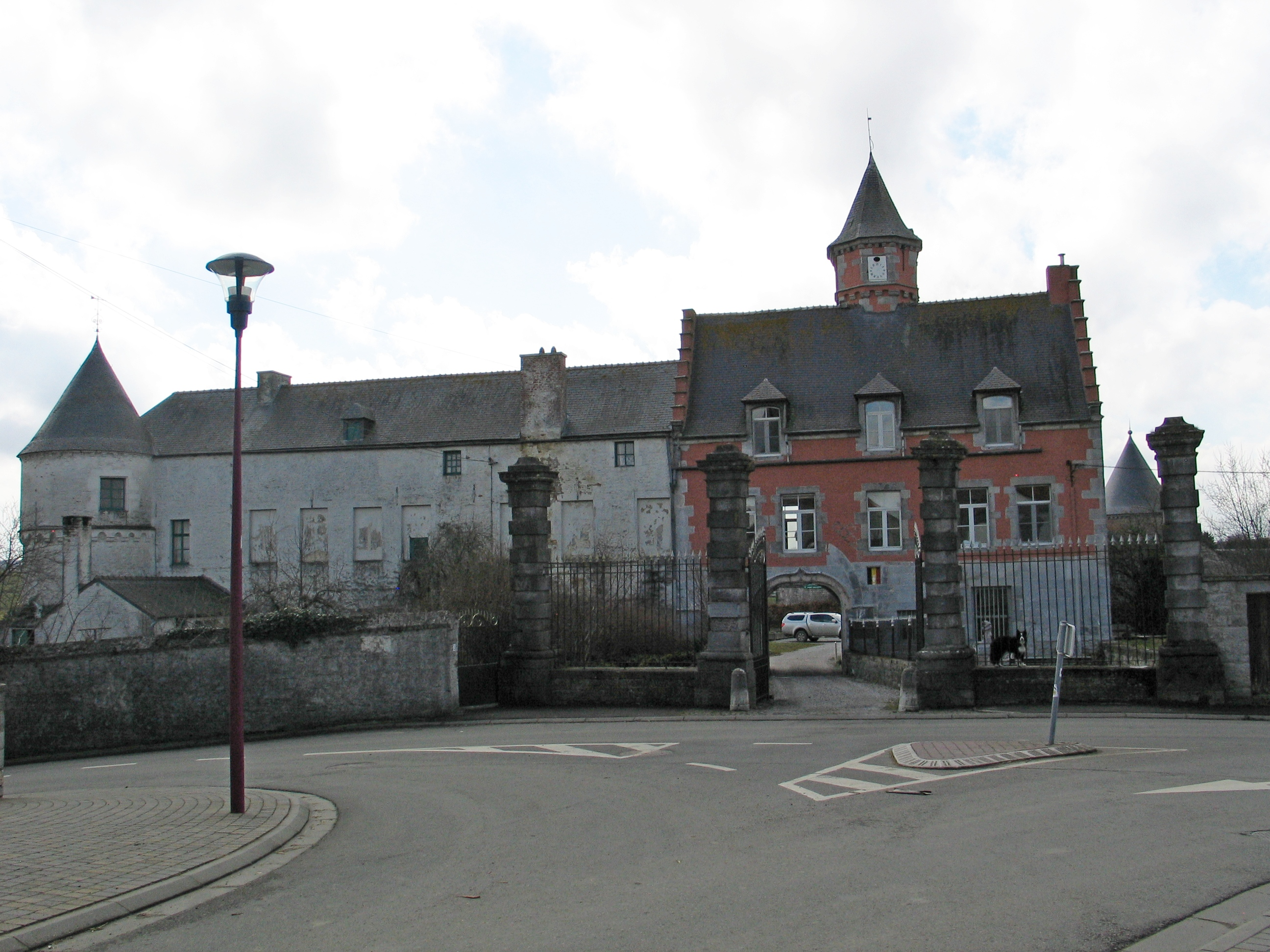
Kasteel van Senzeille in Cerfontaine

## Geschiedenis
De Senzeille was een familie van voornamelijk krijgsheren in het graafschap Namen. De herinnering is bewaard aan Jacques de Senzeille (ca. 1450 - 16 mei 1524), die een trouwe dienaar was van het centraal gezag, meer bepaald van Maximiliaan I van Oostenrijk. In 1488 leidde hij het beleg van de citadel van Namen, dat gehouden werd door de troepen van Filips van Kleef, en won. In 1503 werd hij namens het graafschap als vertegenwoordiger gestuurd naar de bijeenkomst van de Staten-Generaal in Mechelen. In 1509 werd hij luitenant-baljuw van het graafschap en een paar jaar later volgde hij zijn schoonvader, Jean de Berghes, op als grootbaljuw. Hij was tweemaal getrouwd.
In de achttiende eeuw waren de heren van Senzeille, Aublain, Mainilglise, Daussoir en Anthée bekend als baron van Soumagne en als lid van de Tweede stand in de provincie Luxemburg.
Gravin Louise-Thérèse de Rougrave (°1669) trouwde in 1697 met Thomas-François de Senzeilles (1669-1745), baron de Soumagne, en hierdoor kwam het kasteel van Serinchamps in deze familie.  
De laatste feodale heer was Arnould-Mathias-François-Joseph de Senzeilles (1740-1804), kleinzoon van Thomas-François, genaamd baron de Soumagne et de Han-sur-Lesse, ridder in de Soevereine Orde van Malta, heer van Fraineux, Nandrin, Soheit en Hamerenne, lid van de Tweede stand van de provincie Luxemburg, keizerlijk kamerheer, getrouwd met Adelaïde de Fusco Mataloni. 
Na de afschaffing van de adel in 1795, werden in 1816 drie zoons van Arnould de Senzeille in de adel opgenomen.

## Arnould de Senzeille
Noël Arnould Charles Eugène Florent Michel Joseph de Senzeille (Serinchamps, 2 april 1783 - 6 november 1855) was officier in het Franse leger, bevorderde tot luitenant-kolonel en werd onderscheiden met een benoeming in het Franse Legioen van Eer.
In 1816, ten tijde van het Verenigd Koninkrijk der Nederlanden, werd Arnould erkend in de erfelijke adel met de persoonlijke titel van baron en benoeming in de Ridderschap van de provincie Namen. Hij bleef vrijgezel.

## Alphonse de Senzeille

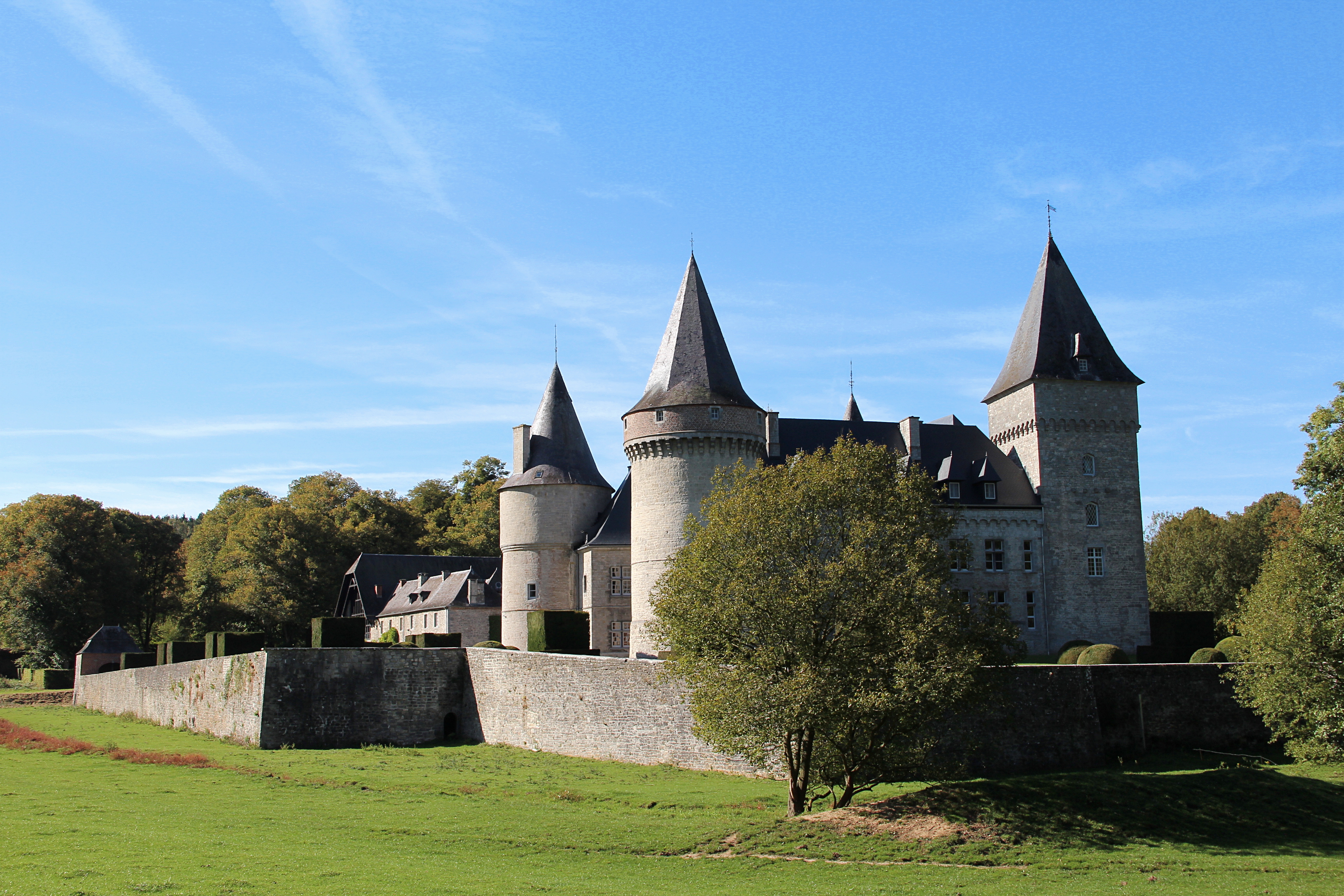
Kasteel van Fontaine in Anthée

Alexandre François Joseph de Senzeille (Serinchamps, 14 november 1787 - 25 mei 1856) werd in 1816 erkend in de erfelijke adel met de persoonlijke titel baron en benoeming in de Ridderschap van de provincie Namen.  Van 1811 tot 1817 was hij burgemeester van Serinchamps.
Hij trouwde in 1821 in Gent met Caroline de Loose (1799-1877). Net voor hij stierf liet hij het kasteel van Serinchamps, gelegen midden een domein van meer dan 600 ha, slopen en bouwde er een nieuw, dat tot in 1877 door zijn weduwe werd bewoond. Ze kregen een enige zoon, Gustave de Senzeille (1824-1906). Hij trouwde met gravin Jeanne de Robiano (1835-1900). Het echtpaar bleef kinderloos. Na 1877 erfde hij het kasteel van Serinchamps, maar bewoonde het niet, want hij had zijn residentie in het kasteel de Fontaine in Anthée, geërfd door zijn vrouw. Hij overleed er. In 1883 verkocht hij het domein van Serinchamps en was de familie de Senzeille er niet verder meer bij betrokken.

## Ernest de Senzeille
Charles Ernest Fortuné de Senzeille (Serinchamps, 6 oktober 1790 - Rutten, 30 september 1866), werd cavalerieofficier onder het Franse keizerrijk en nam deel aan veldslagen. Hij werd hiervoor benoemd in het Franse Legioen van Eer en ontving later de medaille van Sinte-Helena.
In 1816 werd hij erkend in de erfelijke adel met de persoonlijke titel van baron. Hij werd benoemd in de Ridderschap van Limburg, die hij in 1817 verwisselde tegen een lidmaatschap in de Ridderschap van Luik.
In 1814 trouwde hij met Eugénie de Goër de Herve (1796-1862). Hun enige dochter Charlotte (1817-1893) trouwde met graaf Alexandre d'Hemricourt de Grunne (1814-1841). Van 1817 tot 1823 was de huisleraar van het meisje, de latere eerste minister Charles Rogier. 
De familie doofde uit bij de dood in 1906 van Gustave de Senzeille, meteen de laatste naamdrager.